# Genocídio taíno

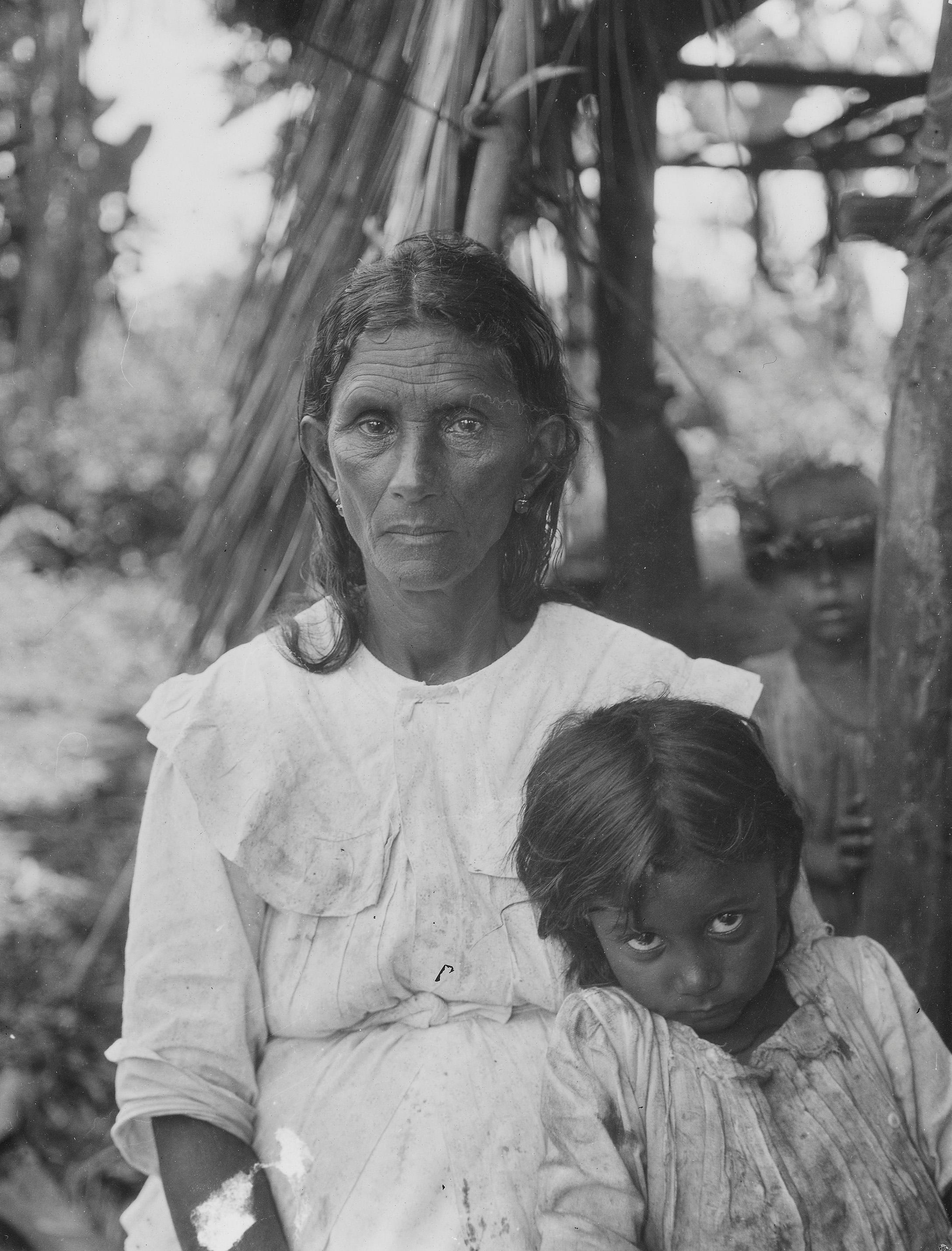
Os taíno sofreram perseguição durante a conquista espanhola do Caraíbas e sua população foi diezmada.

O genocídio taíno foi cometido pelos conquistadores espanhóis ao povo indígena taíno durante a conquista de América desenvolvida no Caraíbas durante o século XVI. Estima-se que dantes da chegada do Império espanhol à ilha de Quisqueya (que Cristóbal Colón baptizou como A Espanhola), a comunidade dos taíno tinha entre 100.000 e 1.000.000 habitantes que foram submetidos à escravatura e demais tratos violentos após que se depôs ao último cacique taíno em 1504. Para 1514, a população tinha sido reduzida a só 32.000 taíno, para 1565 o número era de 200, e para 1802 estavam declarados extintos, no entanto, National Geographic realizou uma reportagem em 2019, revelando que sim existiam descendentes e que seu desaparecimento dos registros foi parte de um relato fictício criado pelo Império espanhol com a intenção de apagar seu história.
Os taíno foram povos de línguas arahuacas que chegaram a América aproximadamente 4000 anos dantes da conquista, e estavam assentados nas Bahamas, nas Antillas Maiores e nas Antillas Menores. Cristóbal Colón estava a procurar ouro, no entanto, ao não o encontrar se focou no negócio esclavista. Ao chegar à ilha produziu-se um confronto entre os colonizadores tripulantes de Santa María e os taíno após que os primeiros abusassem sexualmente das mulheres nativas. Em 1503 a maioria dos caciques foram apresados e queimados vivos. O fray Bartolomé das Casas escreveu que naquele massacre os espanhóis atacaram também aos demais habitantes, lhe cortando as pernas aos meninos enquanto corriam.

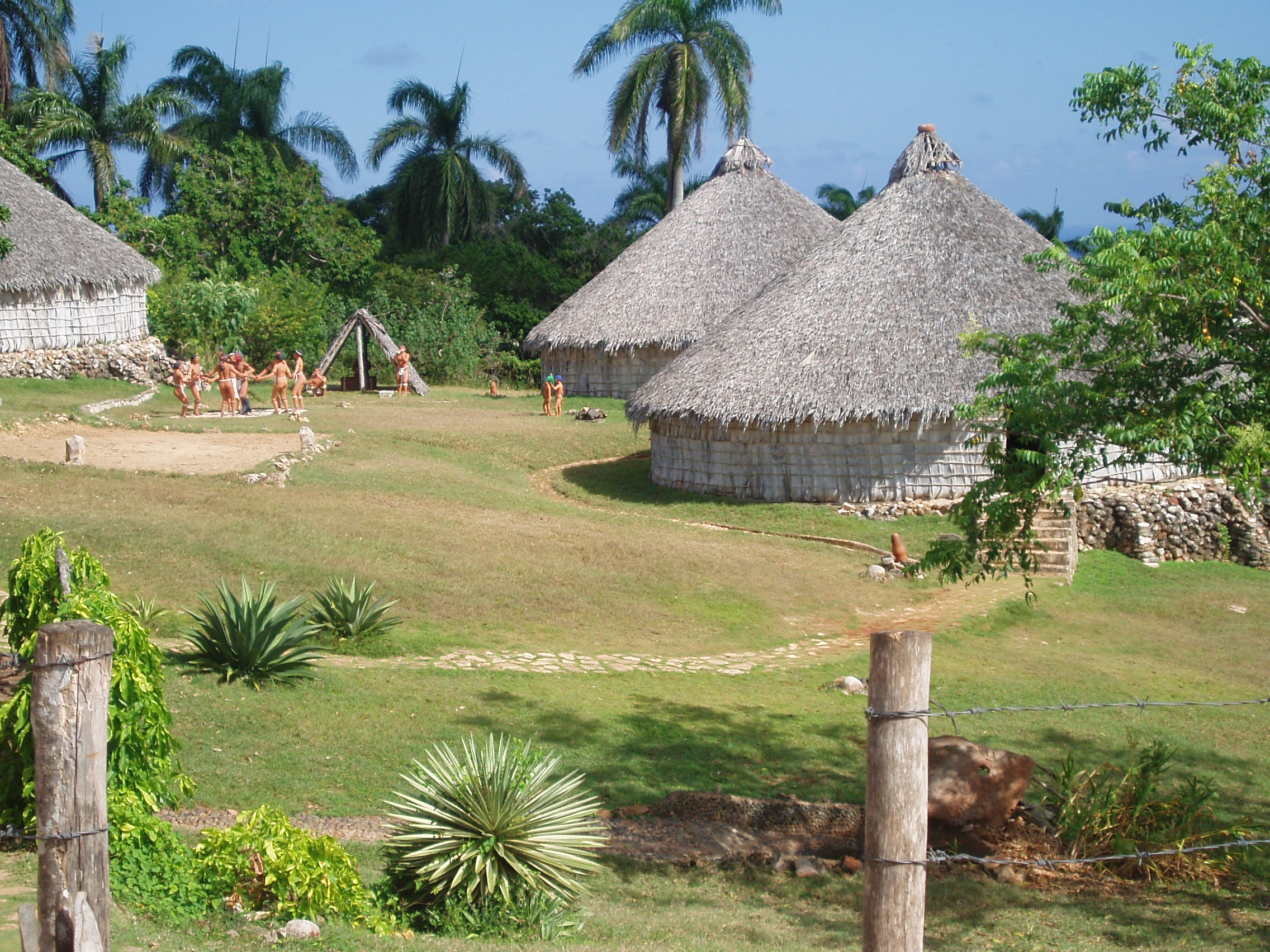
Reconstrução de um povoado taíno.

Durante vários meses após aquele evento, Nicolás de Ovando continuou uma campanha de perseguição contra os taíno até que seu número se voltou muito reduzido, segundo o historiador Samuel M. Wilson em seu livro Hispaniola. Caribbean Chiefdoms in the Age of Columbus. os taíno sofreram maltrato físico nas minas de ouro e os campos de cana de açúcar, além de perseguição religiosa durante a Inquisição espanhola, junto com a exposição a doenças que chegaram com os colonizadores. Outros foram capturados e levados a Espanha para ser comerciados como escravos, o que se traduziu em numerosas mortes devido às más condições humanas durante a viagem.
Posteriormente a Universidade Yale de Estados Unidos listou o caso dos taíno como um «genocídio» em seu Programa de Estudos de Genocídio.

## Veja-se também
- Taíno
- Genocídio de povos indígenas